# Réacteur nucléaire rapide à caloporteur plomb

Schéma d'un réacteur rapide refroidi au plomb.

Un réacteur nucléaire rapide à caloporteur plomb, aussi appelé réacteur rapide refroidi au plomb, est un réacteur de IVe génération qui présente un spectre de neutrons rapides et dispose d'un liquide de refroidissement au plomb fondu ou à l'eutectique plomb-bismuth.
Ce type de réacteur a été développé par l'Union soviétique dans les années 1960, et a servi à propulser les 6 sous-marins de la Classe Alfa mis en service de 1972 à 1983.
En 2010, la Commission européenne soutient le projet MYRRHA de réacteur rapide refroidi au plomb-bismuth du centre belge de recherches nucléaires, le SCK CEN.
En 2016, le ministère de l'énergie russe approuve la construction d'un prototype de réacteur rapide refroidi au plomb de 300 MW – Brest-300 – à Seversk, l'ancienne ville secrète Tomsk-7. La construction du réacteur Brest-300 a démarré le 8 juin 2021.
En 2025, la start-up Newcleo annonce son intention de construire un premier réacteur à neutrons rapides  LFR-AS-30 refroidi au plomb de 30 MW (à Chinon) et une usine de combustible à partir de matières nucléaires recyclées (dans l'Aube) .

## Sources
- (en) Cet article est partiellement ou en totalité issu de l’article de Wikipédia en anglais intitulé « Lead-cooled fast reactor » (voir la liste des auteurs).